# Triacetín
Triacetín es el nombre común del triglicérido  triacetoxypropano, también conocido como triacetina y triacetato de glicerina.

## Propiedades
En condiciones ambientes se presenta como un líquido inflamable, transparente, de tacto y olor ligeramente oleoso y tenue sabor amargo.

## Producción
No se encuentra libre en la naturaleza. Puede obtenerse  por dos métodos principales:
- Síntesis directa a partir de glicerina y ácido o anhídrido acético. Es el utilizado comúnmente:

3 CH3-COOH + C3H8O3 > C9H14O6 + 3 H2O
3 (CH3-CO)2O + C3H8O3 > C9H14O6 +3 CH3-COOH
Al ser una reacción de esterificación que suelen tener una constante de equilibrio no muy alta, de no adoptar precauciones especiales que separen el agua formada, por ejemplo: trabajando en varias etapas, se paralizaría la reacción (Principio de Le Chatelier)
- Transesterificación de triglicéridos con acetato de metilo. Poco desarrollada en la actualidad

Existen patentes para la producción de biodiésel (ésteres metílicos de ácidos grasos) por reacción de los triglicéridos contenidos en aceites y grasas, con acetato de metilo, que sustituye al metanol convencional. En este proceso, el subproducto principal es triacetín en lugar de glicerina

## Usos
- Es utilizado como  aditivo alimentario debido a sus propiedades humectantes.
- En un informe publicado en 1994 por cinco grandes compañías tabaqueras, la triacetina aparecía entre los 599 aditivos presentes en los cigarrillos.[5]

Se aplica en los filtros como plastificante
- En perfumería se emplea como disolvente para la extracción de aromas.
- En farmacia como excipiente de diversos productos donde se aprovechan sus cualidades humectante. También presenta propiedades fungicidas, por lo que se incorpora en el tratamiento de afecciones epidérmicas provocadas por hongos.[7]
- Es un buen plastificante de resinas derivadas de la celulosa, compatible en todas proporciones con acetato de celulosa, nitrocelulosa y etil celulosa; también se utiliza como plastificante de copolímeros y polímeros de vinilideno. Confiere plasticidad y mejora el flujo laminar de las resinas, particularmente a bajas temperaturas
- Sirve como ingrediente de tintas para impresión sobre plásticos y como plastificante en esmalte de uñas.
- Se ha propuesto el uso como aditivo de gasóleo, donde aumenta la lubricidad y número de cetano, disminuyendo ligeramente la emisión de partículas durante la combustión. Aunque, en general, los  compuestos oxigenados incrementan el Número de Octano el elevado punto de ebullición, unido al bajo P.C.I., no lo hacen especialmente atractivo en gasolinas.

Recientemente se ha comprobado que mejora las propiedades de frío y la viscosidad del biodiésel, habiéndose presentado patentes que amparen esta nueva aplicación.
- Es la grasa más simple (tras el triformiato de glicerina), por lo que ha sido considerado como una posible fuente de energía en sistemas de regeneración de alimentos artificiales en largas misiones espaciales. Se cree probable aprovechar más de la mitad del contenido energético de la triacetina.[9]